# Al-Chajzuran
Chajzuran (arab. الخيزران بنت عطاء) (VIII/IX w.) – żona kalifa Al-Mahdiego i matka kalifów Al-Hadiego i Haruna ar-Raszida z dynastii Abbasydów. Była berberyjską niewolnicą. Uzyskiwała coraz większy wpływ na sprawy państwowe - szczególnie pod koniec życia Al-Mahdiego oraz za panowania jej synów. Według niektórych przekazów odpowiadała za śmierć Al-Hadiego.